# Bad Schandau
Bad Schandau ( [baːt ˈʃandaʊ̯], česky zastarale Žandov, Žandava či Šandov) je malé lázeňské město v německé spolkové zemi Sasko. Nachází se v oblasti Saského Švýcarska na pravém břehu Labe nedaleko česko-německé státní hranice zhruba 35 km jihovýchodně od Drážďan. Město, v němž žije přibližně 3 400 obyvatel, náleží k zemskému okresu Saské Švýcarsko-Východní Krušné hory. Bad Schandau je zároveň střediskem správního společenství Bad Schandau (Verwaltungsgemeinschaft Bad Schandau).

## Historie

### Bad Schandau

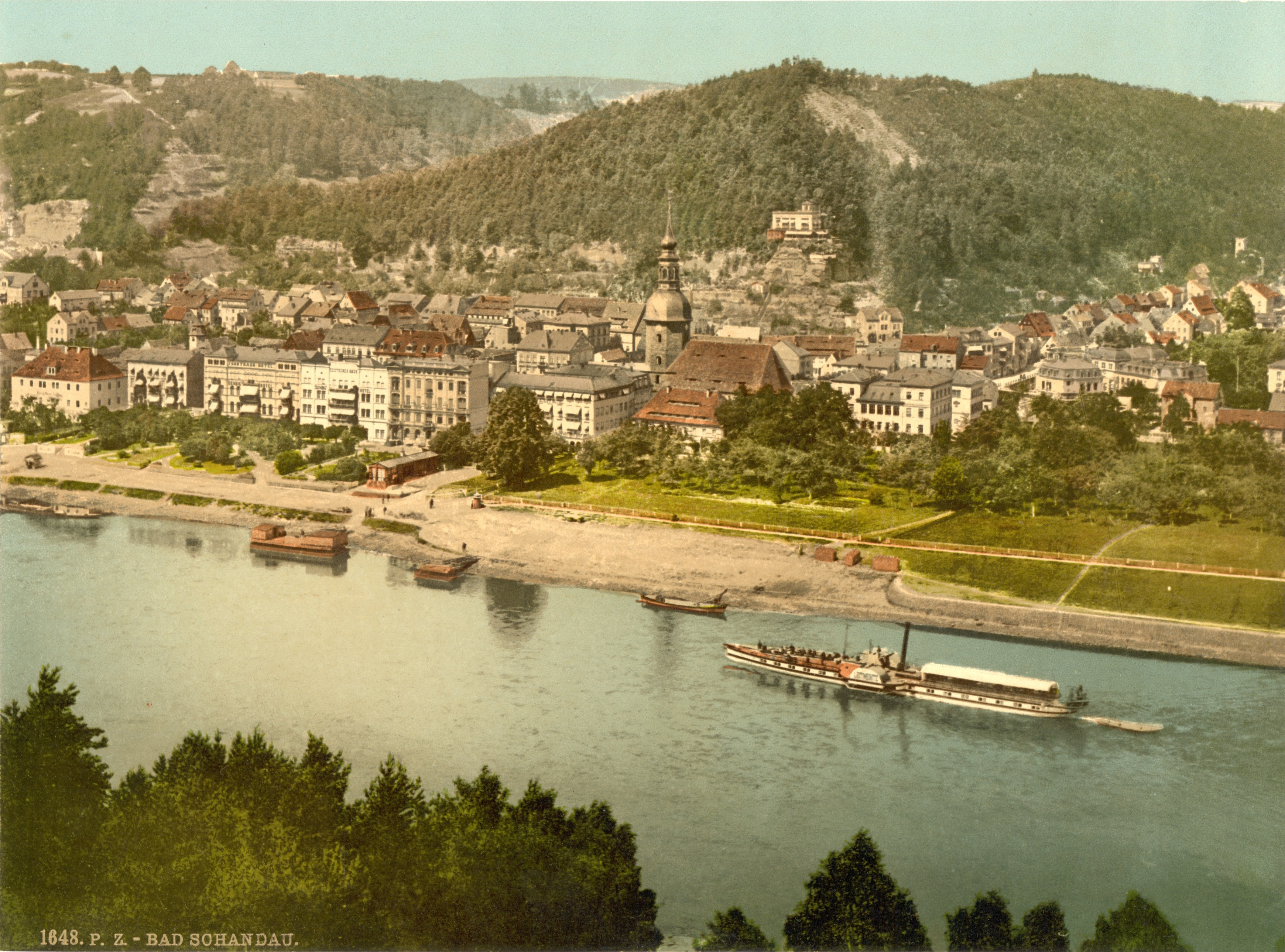
Bad Schandau na konci 19. století

V první polovině 14. století získali němečtí kolonisté od vrchnosti z panství Hohnstein labské louky mezi Rathmannsdorfem a Postelwitzem a založili zde obchodní centrum. 
Písemně bylo Schandau poprvé zmíněno roku 1445 a obdrželo díky své důležité poloze na Labi statut města (1467). Přibližně od roku 1800 je město lázněmi a tím i vyhledávaným letoviskem. V roce 1877 zde byl postaven most. Roku 1920 byl městu udělen úřední titul "Bad" – lázně, jenž je dodnes používán v názvu.
Bad Schandau je od roku 1898 nejmenší německé město s vlastním tramvajovým provozem, který je vyhledávanou turistickou atrakcí.
Město bylo těžce postiženo povodněmi v letech 1845, 2002 a 2006. V roce 2002 se pohybovala hladina Labe 9,78 metru nad normálem. Roku 1845 to bylo dokonce 9,82 metru.
1. ledna 2000 vytvořily Bad Schandau, Porschdorf, Rathmannsdorf a Reinhardtsdorf-Schöna společný správní celek.
1. ledna 2012 byla do města začleněna obec Porschdorf s místními částmi Neuporschdorf, Waltersdorf a Prossen.

### Krippen
Krippen leží jako jediná místní část Bad Schandau na levém břehu Labe. V 19. století zde působil Friedrich Gottlob Keller, vynálezce broušení dřeva pro výrobu papíru, kterému je zde věnováno muzeum.

### Postelwitz
Jedná se o dvoukilometrovou řadu domů, která je natěsnána u skalního svahu, podél Labe, směrem k hranicím ČR. Původní slovanské osídlení rybářů, stavitelů lodí a pracovníků kamenolomu je zmíněno již k roku 1446. Kovárna na výrobu kotev zde působila až do roku 1968. Kamenolomy fungovaly od druhé poloviny 16. století do roku 1907. Zachované hrázděné domy č. 55-67, "Siebenbrüderhäuser" – "Domy sedmi bratrů", vznikly dle pověsti tak, že jeden rybář nechal pro každého syna postavit jeden dům. Jeho vlastní dům předčil svými rozměry ale všechny ostatní. 1.1.1934 byla obec včleněna do Bad Schandau. V roce 2009 čítal Postelwitz 282 obyvatel.

### Ostrau
Ostrau leží 130 metrů nad Labem, čili 245 metrů nad mořem. Se Schandau je Ostrau přímo spojeno od roku 1904 elektrickým výtahem, který byl vystavěn na popud hoteliéra Rudolfa Sendiga, jenž celý projekt i financoval. Městskou část ztělesnují především staré hrázděné statky, penziony, prázdninové ubytovny, vily, hostince, rodinné domky a moderní lázně. Se svými 100 obyvateli byla obec na "své" exponované výšině do konce 19. století pozoruhodným odloučeným celkem. Právě tato poloha vedla k myšlence zřídit výtah, ovšem s výhledem na vybudování exkluzivního turistického centra se sportovišti a letištěm. Nakonec došlo ale jen k výstavbě výše zmíněného výtahu a několika dřevěných vil ve skandinávském stylu. K roku 2007 mělo Ostrau 541 obyvatel.

### Schmilka
Schmilka leží zhruba 6,5 km od centra Bad Schandau, v nadmořské výšce 117 metrů, přímo na hranicích s Českou republikou. Jde o východisko turistických tras do NP Saské Švýcarsko, především do pískovcových skal Schrammstein a Rauchenstein a také na vrchol hory Velký Winterberg (Großer Winterberg). V obci se nachází řada hrázděných domů s nádhernými malovanými fasádami. V roce 2009 měla Schmilka 137 obyvatel. Prochází tudy silnice B172 směrem do Pirny a do Drážďan. Na levém břehu Labe, kam se lze přes řeku dostat přívozem, je železniční zastávka Schmilka-Hirschmühle. Podél trati a Labe je vybudována cyklistická stezka, vedoucí z ČR do Pirny a dál na sever.

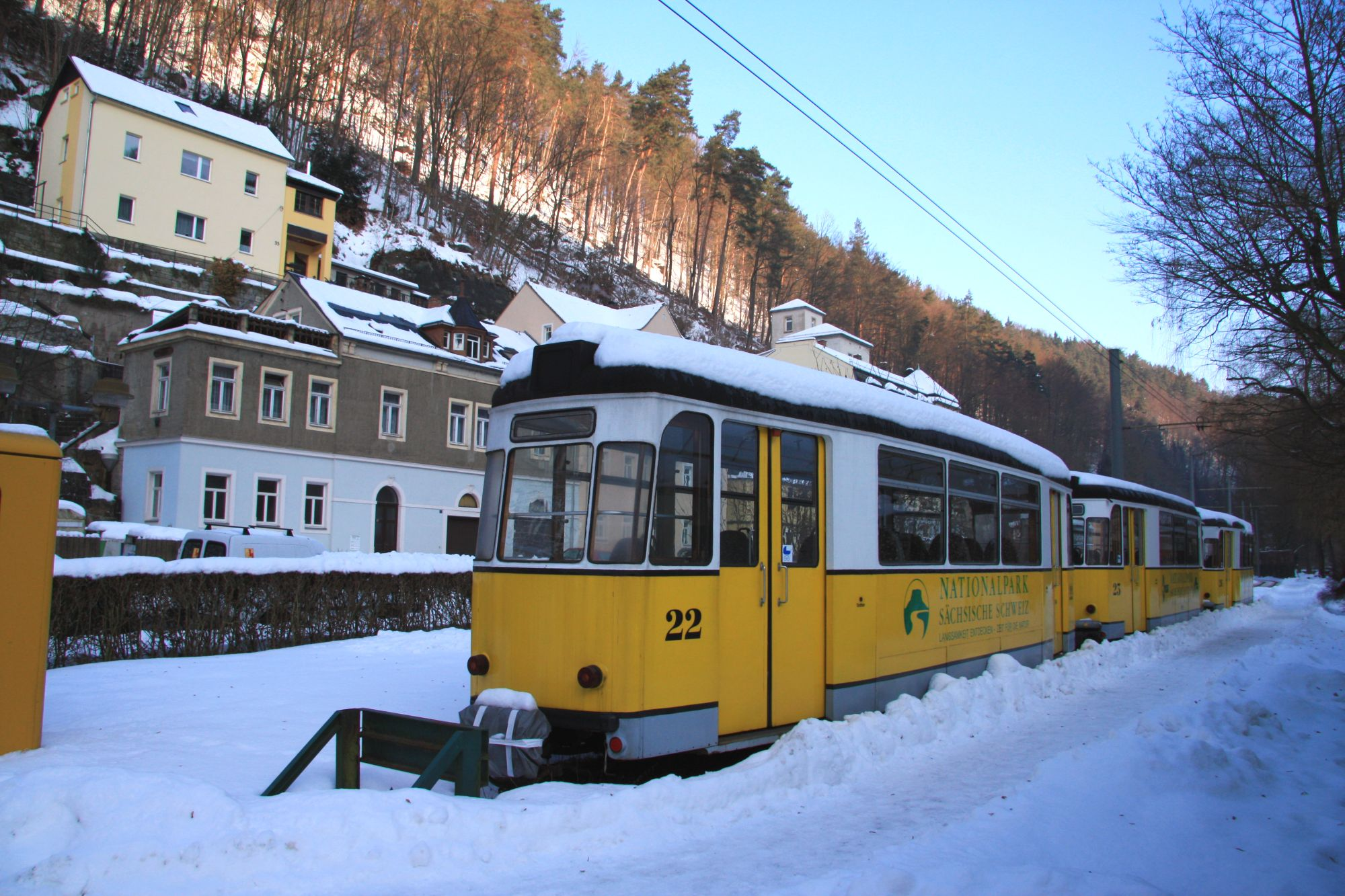
Souprava Kirnitzschtalbahn v zimě

## Správní členění
Celková rozloha Bad Schandau je 46,8 km² a od 1. ledna 2012, kdy se sloučilo se sousední obcí Porschdorf, má 9 místních částí. Plochou největší je Waltersdorf (4,9 km²), nejmenší naopak Schmilka (0,2 km²). Počtem obyvatel je nejlidnatější místní částí Bad Schandau (1 452 obyvatel), nejméně lidnatou pak Schmilka (129 obyvatel).
|    | Název        | Počet obyvatel (k 9. 5. 2011) | Rozloha  | Rok připojení |
| -- | ------------ | ----------------------------- | -------- | ------------- |
| 1. | Bad Schandau | 1 452                         | 1,15 km² | —             |
| 2. | Krippen      | 551                           | 1,9 km²  | 1999          |
| 3. | Ostrau       | 428                           | 3,4 km²  | 1934          |
| 4. | Porschdorf   | 439                           | 4,1 km²  | 2012          |
| 5. | Postelwitz   | 269                           | 0,8 km²  | 1934          |
| 6. | Prossen      | 441                           | 1,1 km²  | 2012          |
| 7. | Schmilka     | 129                           | 0,2 km²  | 1973          |
| 8. | Waltersdorf  | 300                           | 4,9 km²  | 2012          |

## Pamětihodnosti
- hotely z doby německého císařství (1871–1918) na břehu Labe
- evangelický kostel svatého Jana s osmibokou věží (St.-Johanniskirche) – dokončen roku 1679, barokní kopuli obdržela věž roku 1711 po městském požáru, vnitřní podoba kostela s dřevěným kazetovým stropem, jednopatrovou emporou a barevnými okny v prostoru oltáře je výsledkem rozsáhlé přestavby z let 1876/77, velmi cenný je dvoupatrový renesanční oltář z pískovce, který nejprve stál v letech 1760–1902 v kostele sv. Anny v Drážďanech
- bývalá radnice (1863) s renesančními stavbami v okolí a Sendigovou kašnou (1896)
- klasicistní kostel Panny Marie (Prostřednice všech milostí) postavený roku 1886 jako vila ruských diplomatů, roku 1927 vysvěcen jako kostel
- výtah do Ostrau – 50 metrů vysoká konstrukce, vystavěná v letech 1904–1905, od r. 1954 kulturní památka, u turistů velmi oblíben kvůli výhledům na Saské Švýcarsko
- Kirnitzschtalbahn – historická tramvajová trať, spojující Bad Schandau a výletní místo u Lichtenhainského vodopádu
- Ostrauská plošina – oblast Ostrau nad Schandau, nabízející turistům vyhlídku na Falkenstein a Schrammsteine
- železniční most Carolabrücke postavený v letech 1874–1877
- silniční most Elbbrücke z roku 1977
- expresionistická radnice z 20. let 20. století
- novorománská hřbitovní kaple z roku 1887

## Muzea
- Městská galerie (Stadtgalerie)
- Vlastivědné muzeum (Heimatmuseum)
- Centrum národního parku (Nationalparkzentrum)
- Muzeum Friedricha Gottloba Kellera v Krippenu (Friedrich Gottlob Keller-Museum)

## Doprava
Na levém břehu leží železniční trať Děčín–Drážďany. Nádraží Bad Schandau bylo v letech 2008–2011 kompletně zrekonstruováno. Staví zde vlaky EuroCity (trasa Praha-Berlín). V blízkosti nádraží se nalézá i nádraží autobusové. V rámci regionální dopravy je možné dojet S-Bahnem do Drážďan a dále do Míšně či osobním vlakem do Sebnitzu nebo do Děčína. V Bad Schandau a okolí je k dispozici rovněž řada přívozů, včetně přívozu od nádraží do centra města. Autem lze do města dojet po silnici ze Hřenska.
Od 7. 7. 2014, kdy bylo obnoveno železniční spojení Sebnitz – Dolní Poustevna je Bad Schandau jedna ze zastávek na "Dráze národního parku" Rumburk – Sebnitz – Bad Schandau – Děčín.

## Starostovské volby 2022
Ve starostovských volbách 12. června 2022 byl starostou zvolen Thomas Kunack (WV Tourismus), který získal 92,7 % hlasů.

## Osobnosti
- Bohumil Kinský (1898–1987), učitel, publicista

## Partnerská města
- Česká Kamenice – Česko
- Überlingen – Německo
- Fichtenau – Německo
- Gößweinstein – Německo

## Fotogalerie

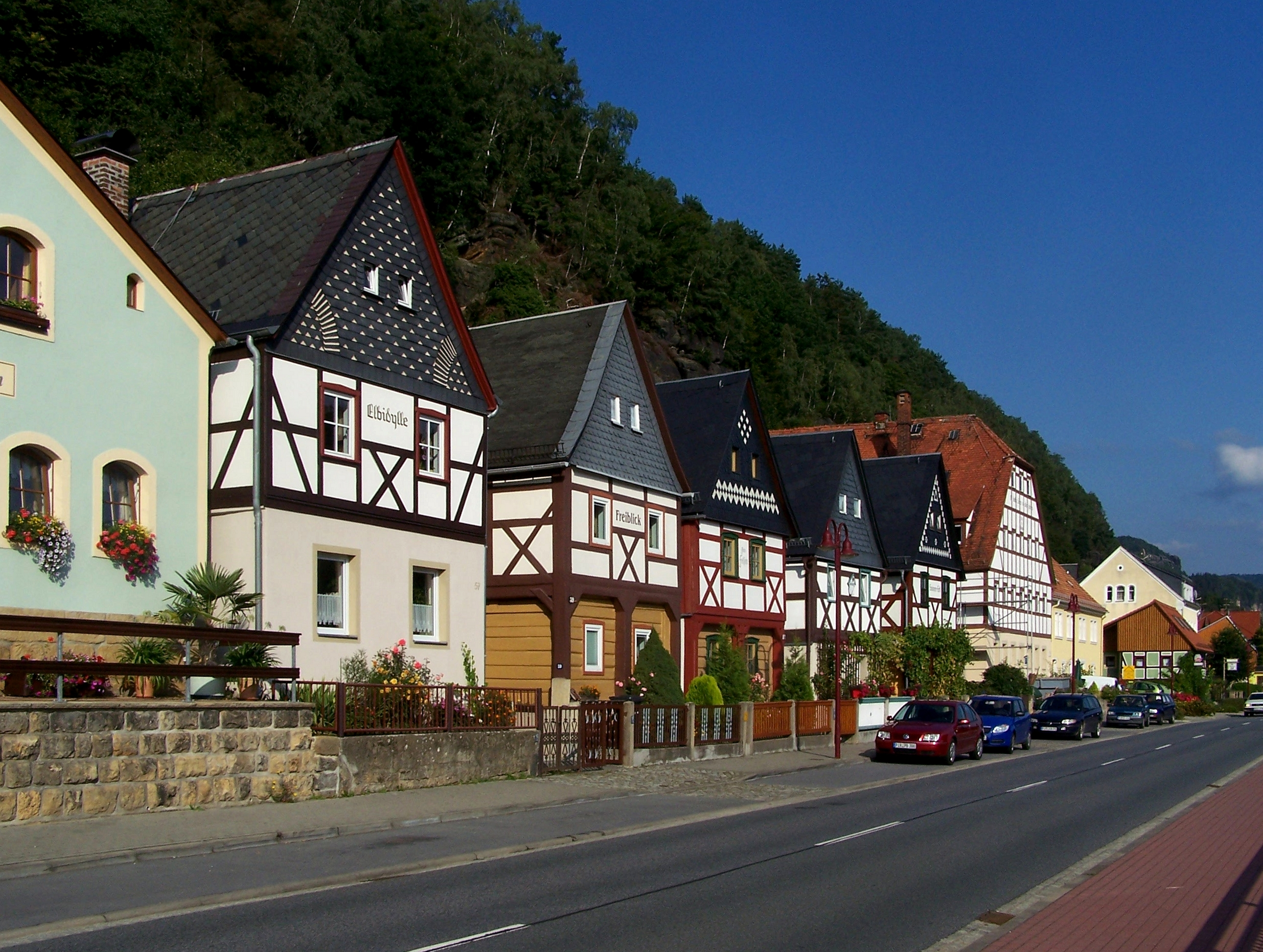
„Siebenbrüderhäuser“ v Postelwitz
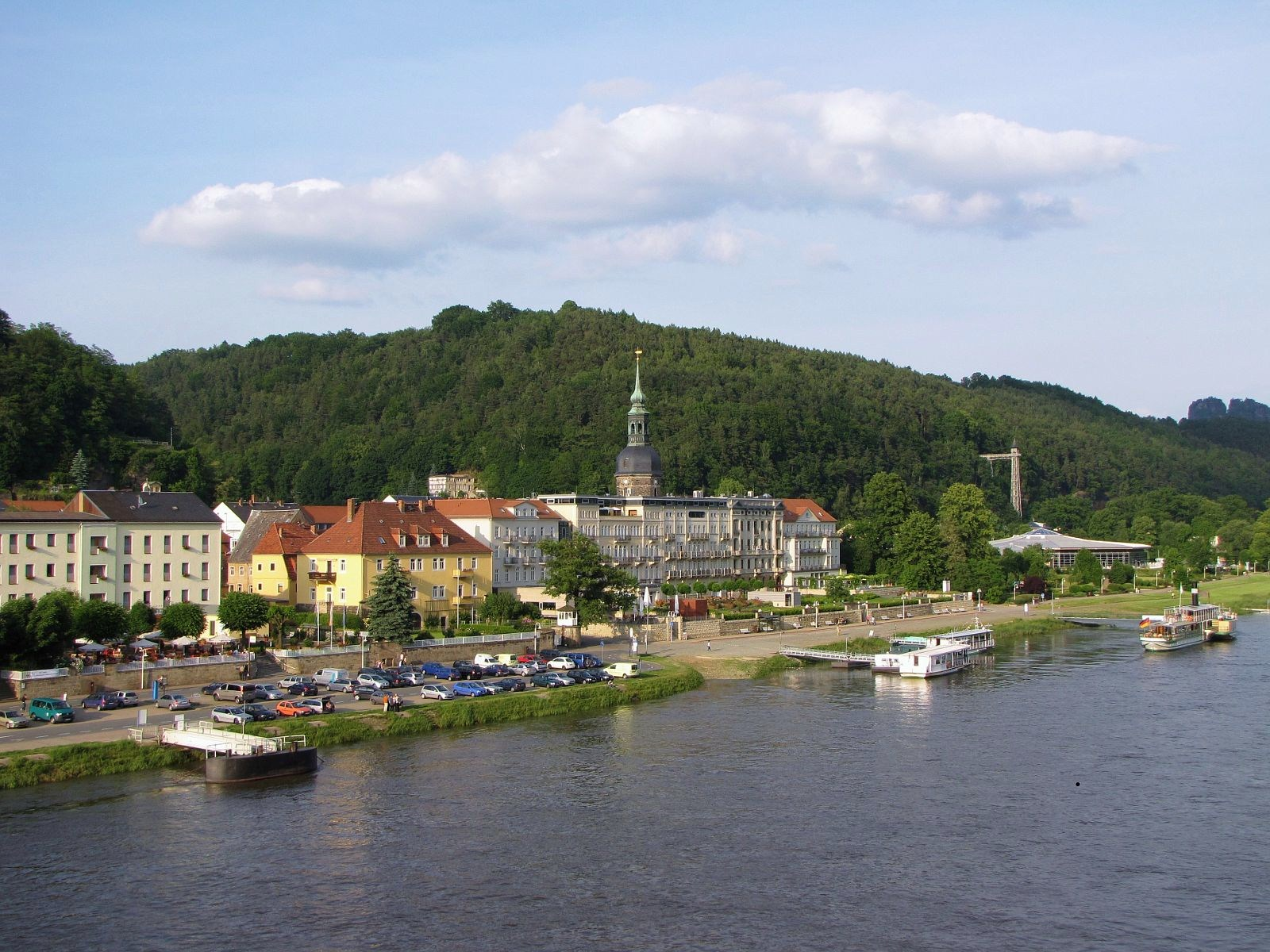
Centrum Bad Schandau
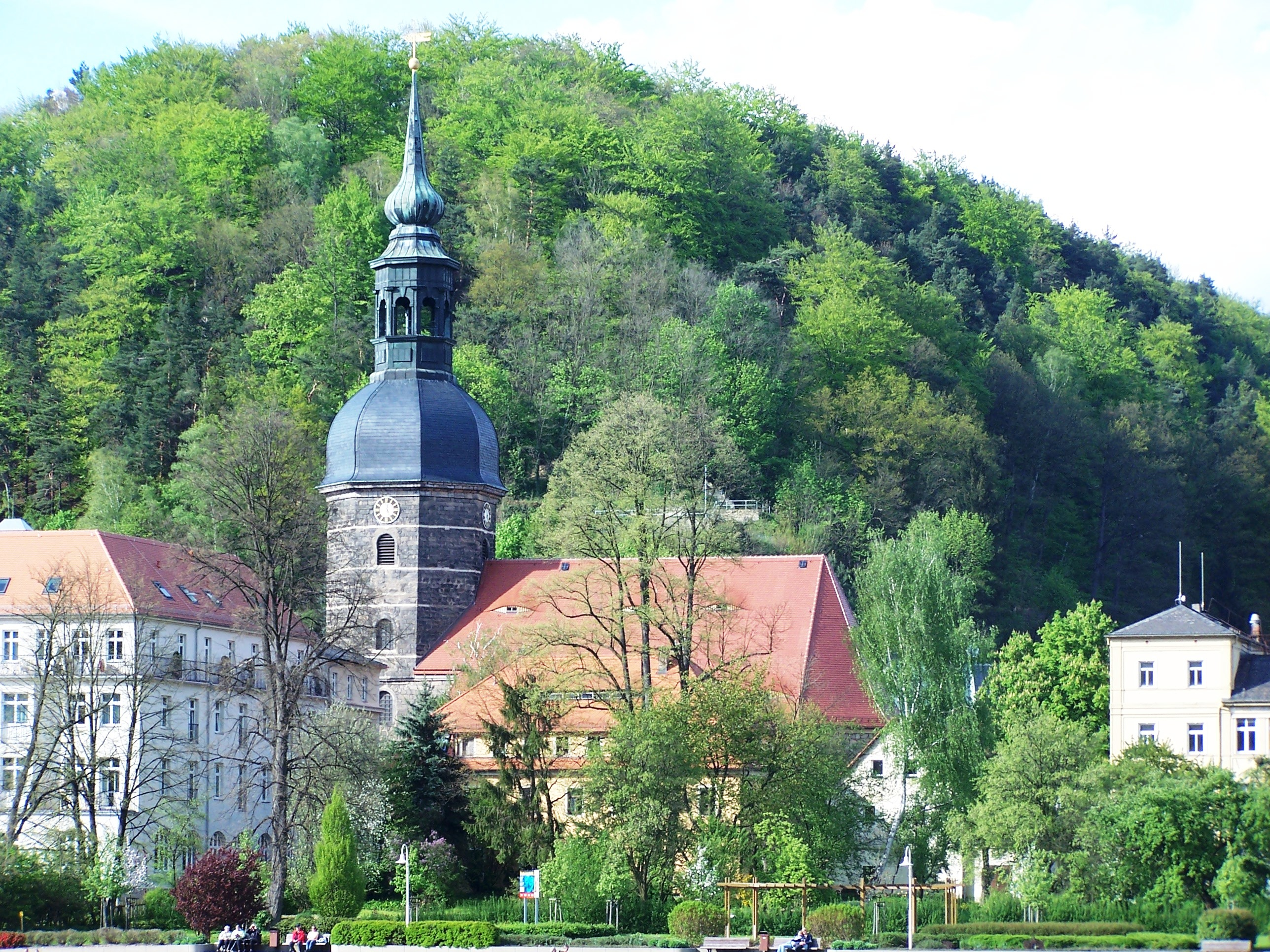
Kostel sv. Jana
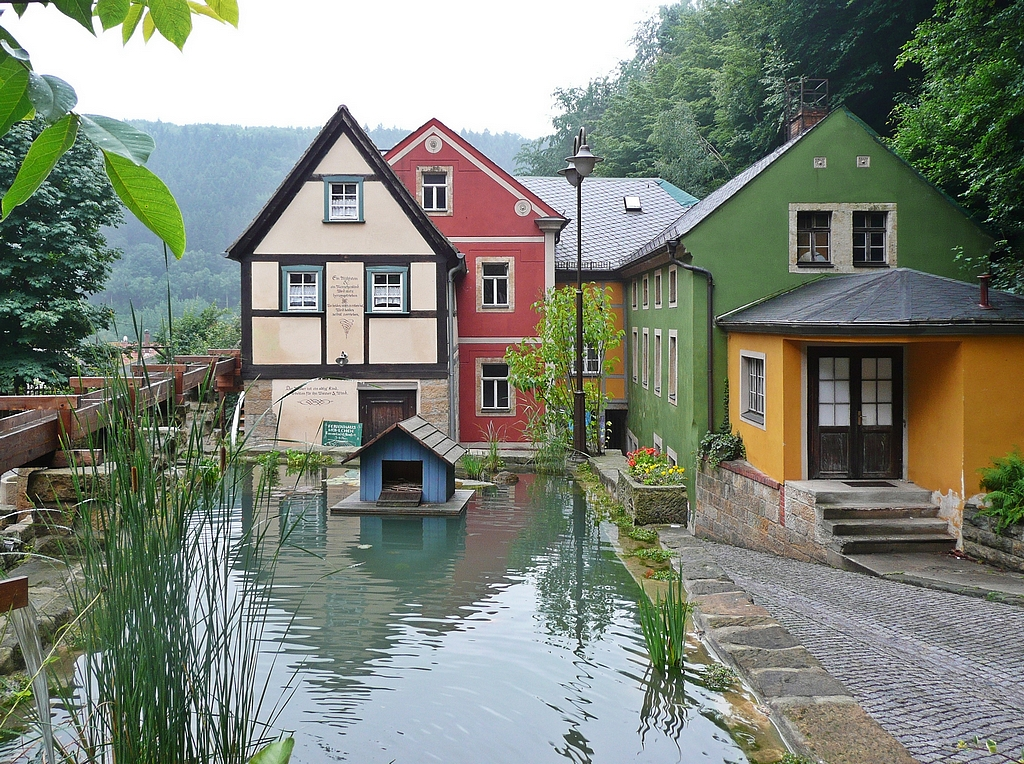
Mlýn ve Schmilce
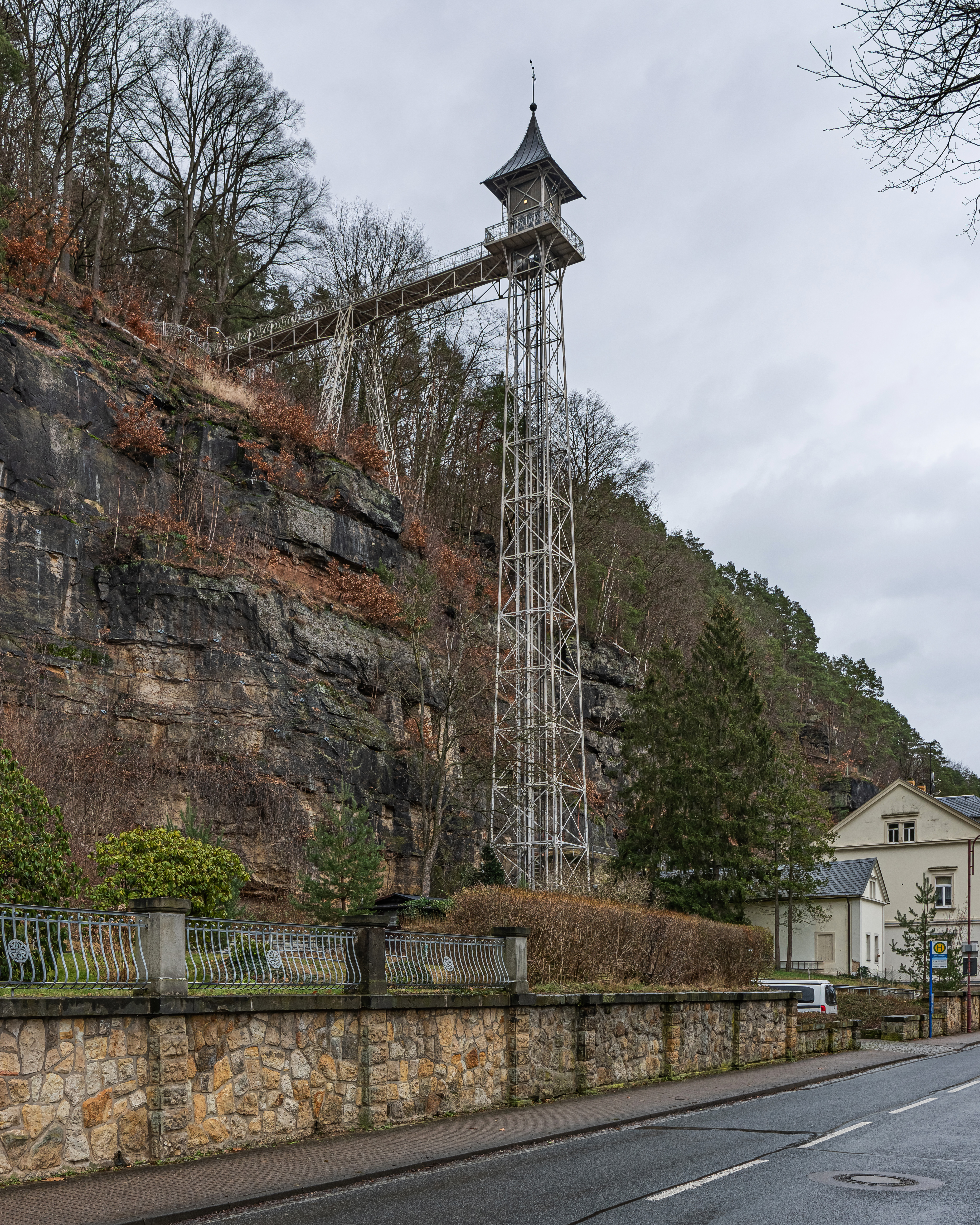
Výtah do Ostrau
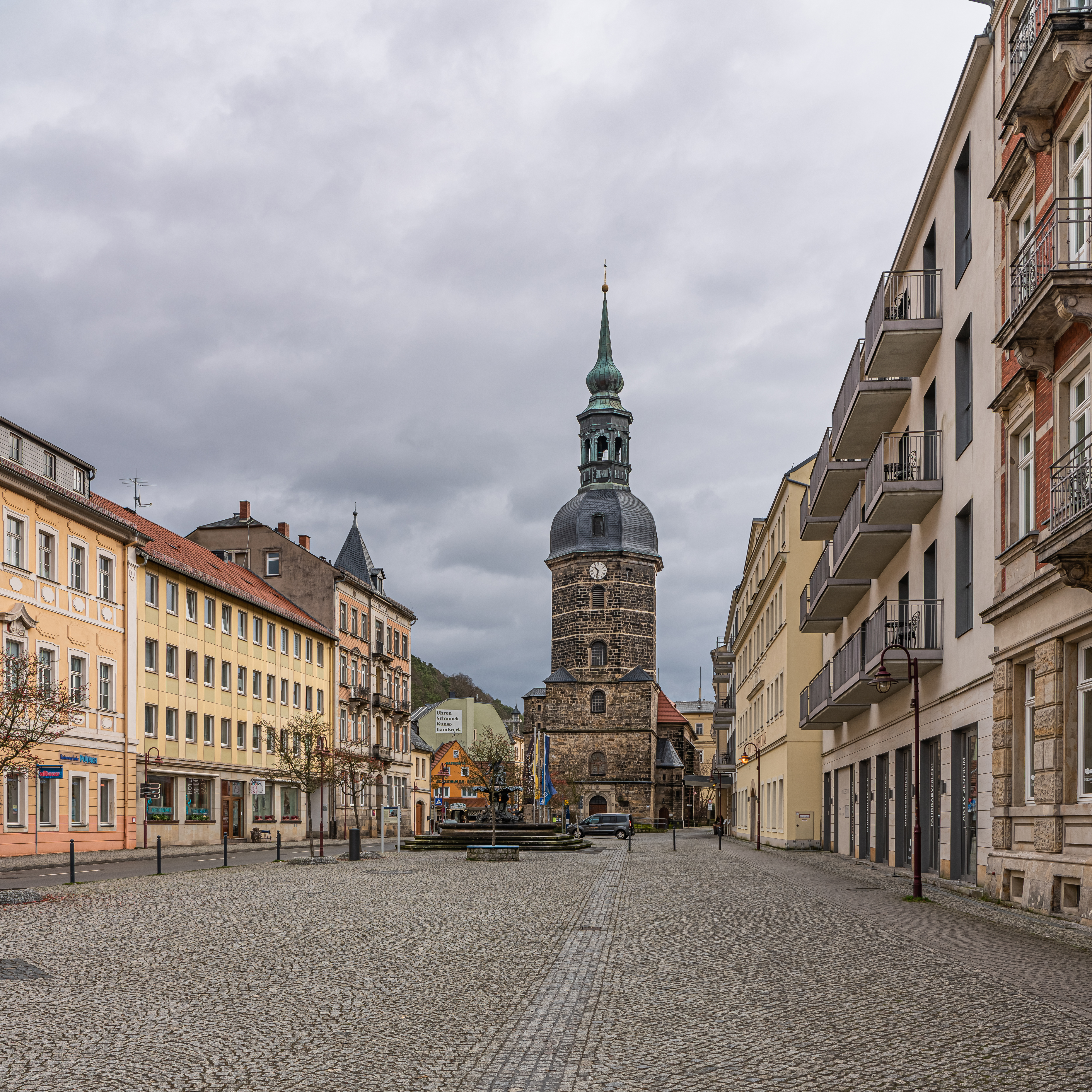
Náměstí
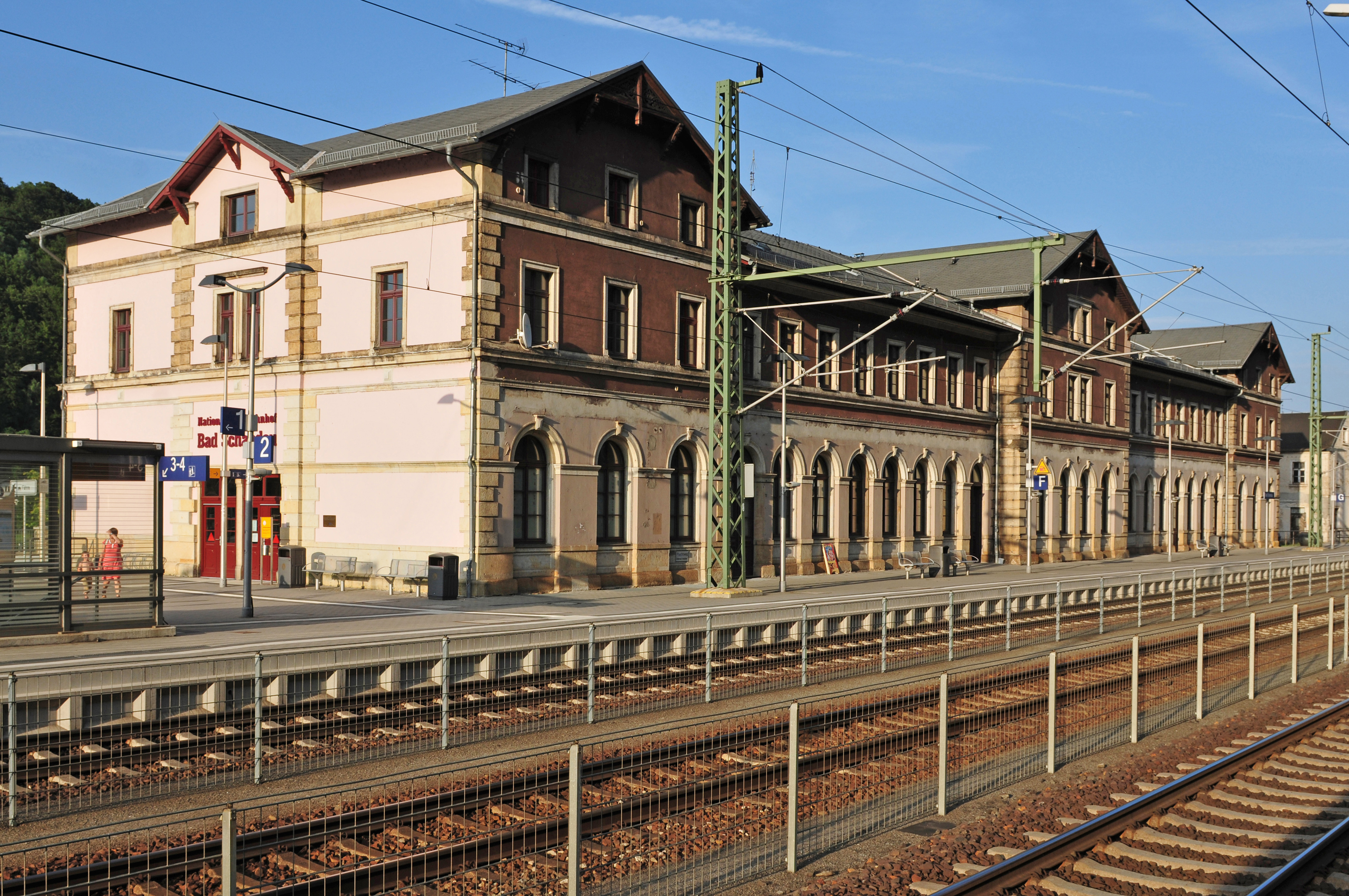
Železniční stanice
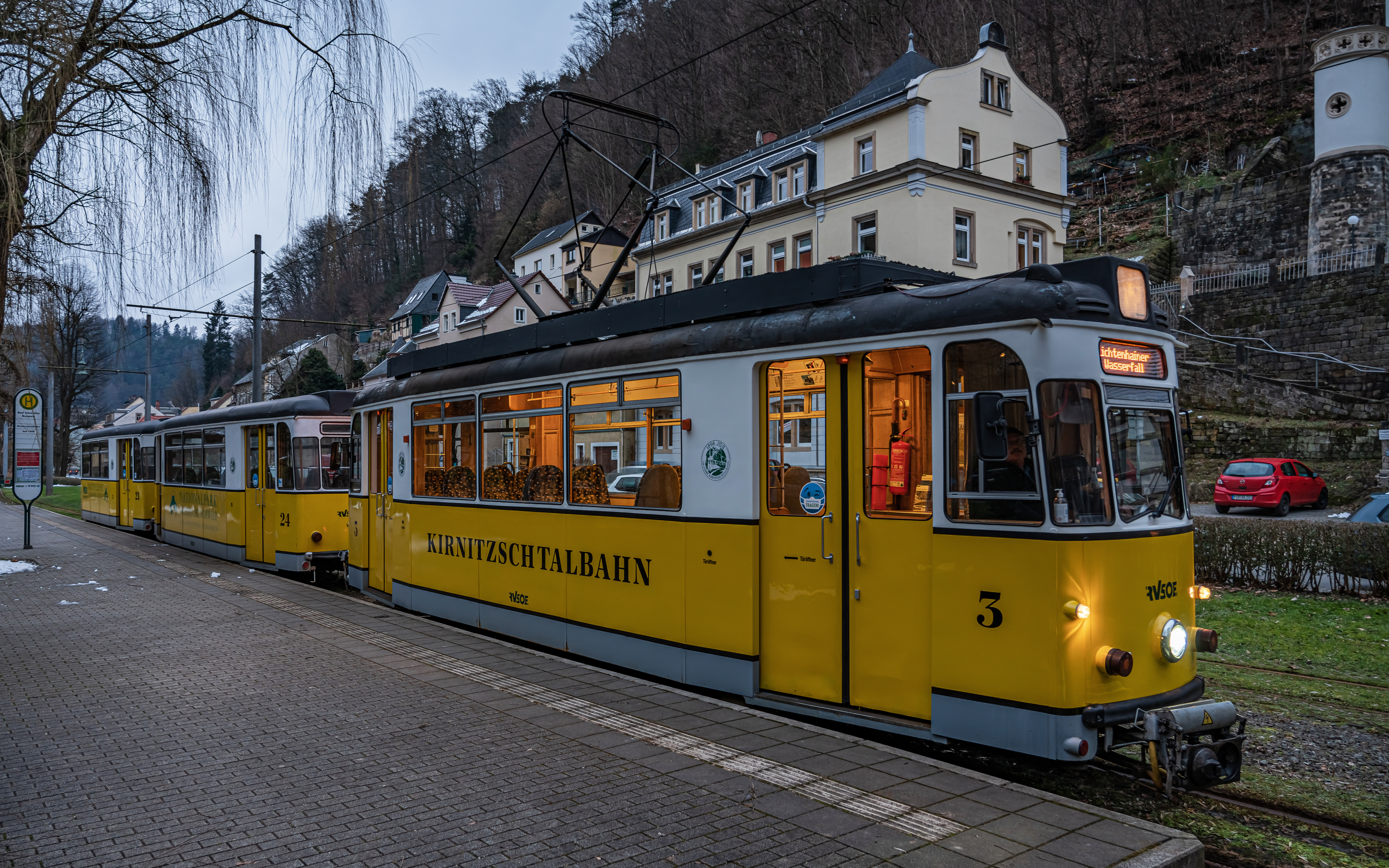
Tramvaj Kirnitzschtahlbahn
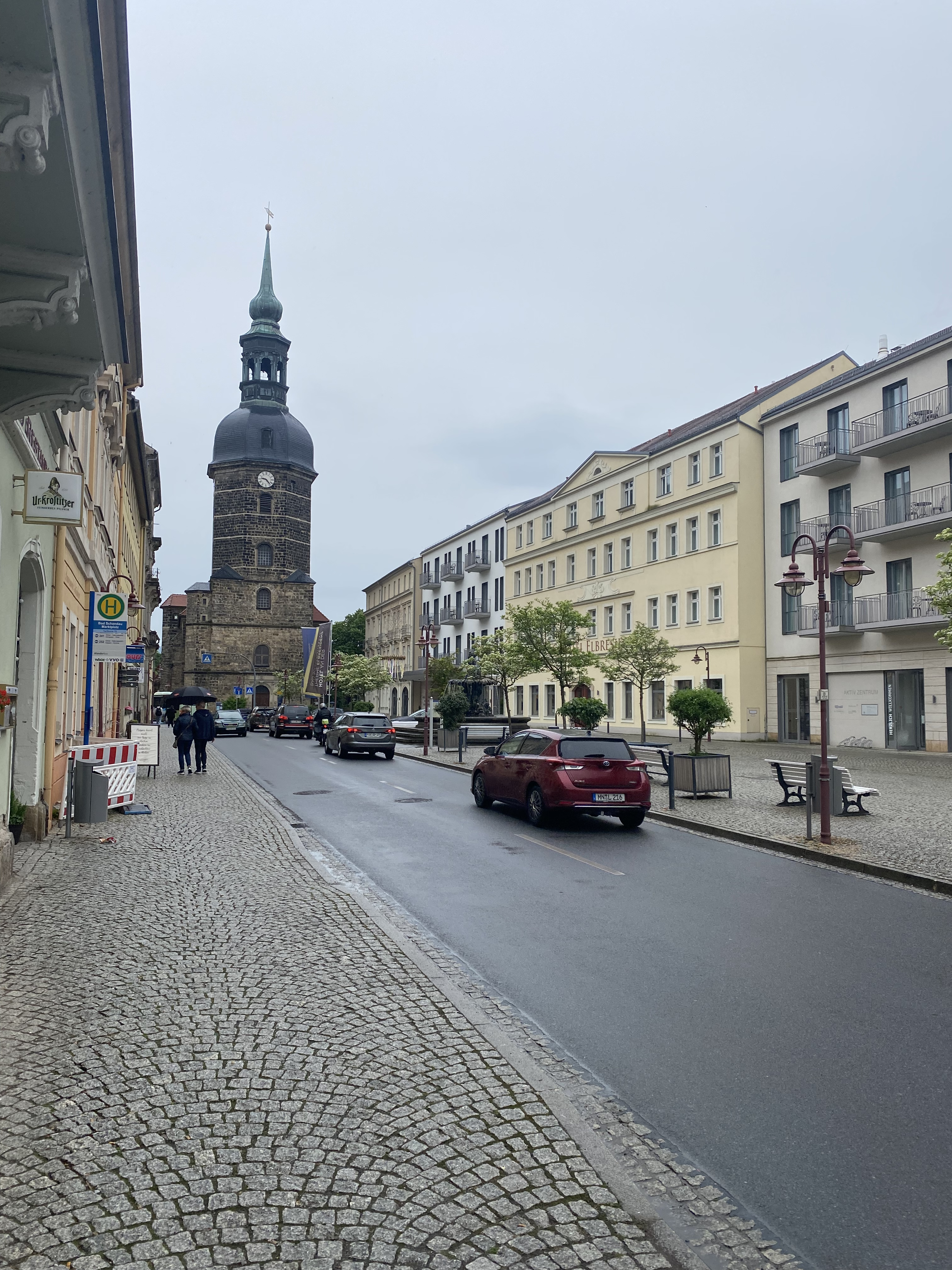
Bad Schandau centrum
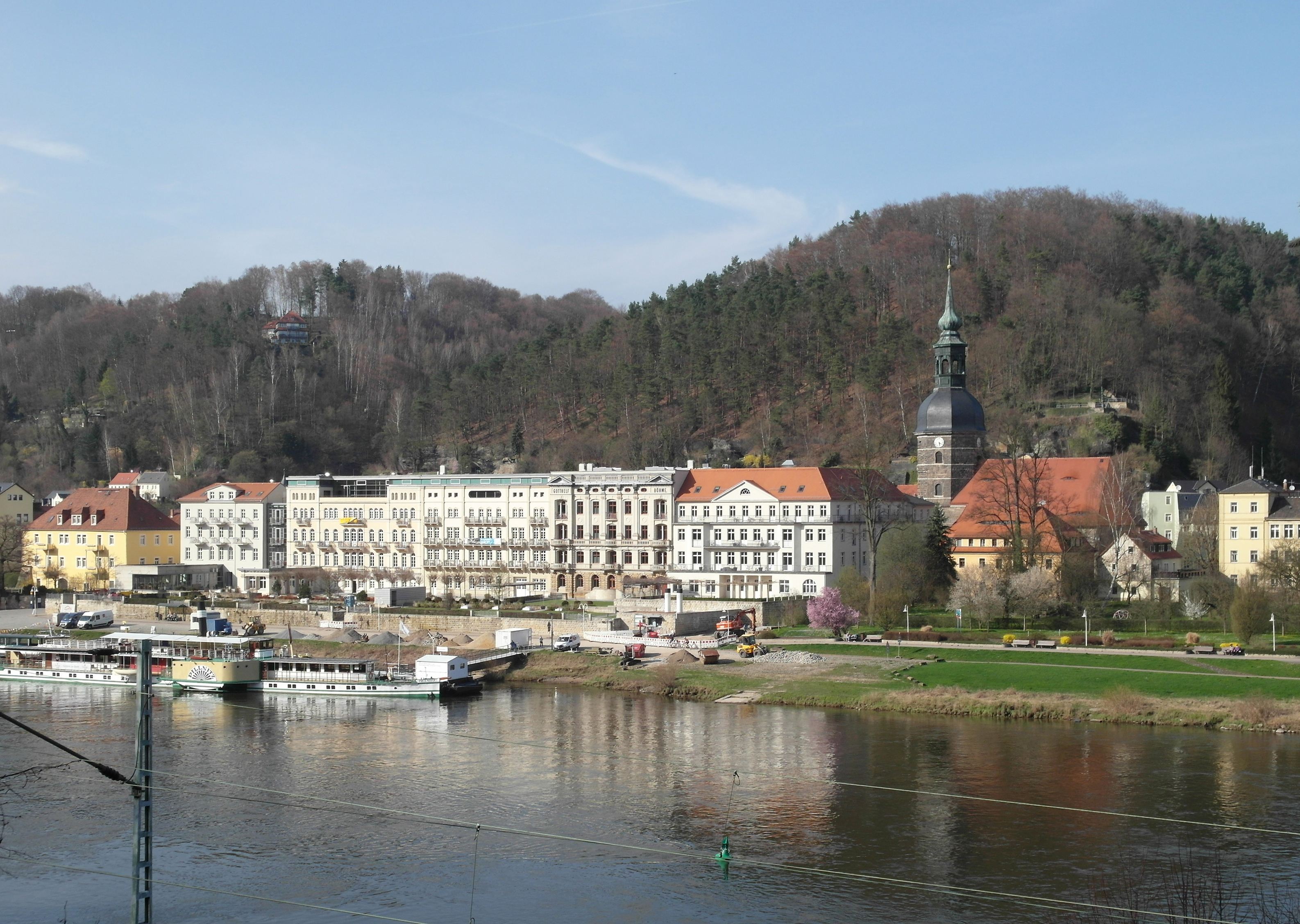
Bad Schandau pohled od nádraží na město